# Pupienus
Marcus Clodius Pupienus Maximus (ca. 164 – 29. juli 238), kendt som Pupienus, var romersk kejser sammen med Balbinus i månederne 22. april 238 – 29. juli 238.